# Betacismo
O betacismo, vulgarmente referido em Portugal e no Brasil como trocar os "v" pelos "b" é o fenômeno linguístico que consiste na troca da pronúncia dos sons v por b. Ocorre em especial nas línguas românicas, como no castelhano, no português falado no norte de Portugal e em algumas regiões do nordeste e do centro-oeste brasileiros, no galego, no catalão, no occitano, no sardo e alguns dialetos do sul da Itália. É um dos fenômenos da evolução fonética mais comum, identificado pela linguística histórica independentemente da genealogia linguística. Existiu em várias línguas como grego e hebraico antigos. 

## Betacismo nas línguas românicas
Na realidade, são dois fenómenos linguísticos diferentes, provavelmente relacionados. No latim, as letras B e V (esta última não era realmente uma letra separada, mas uma ortografia alternativa para a letra U) tinham sons diferentes: o B representava a consoante oclusiva bilabial sonora[b] (Alfabeto fonético internacional) em qualquer posição, enquanto que o V representava a consoante aproximante labiovelar [w], semelhante ao W inglês (war - uar).
No entanto, no latim vulgar falado e, depois nas línguas românicas em formação, a pronúncia do [b]
sofreu uma lenição e passou a ser pronunciada como uma consoante fricativa bilabial sonora[β], ao passo que o [w] sofreu uma fortição também na maior parte das posições, daí a inicial. 
A maioria das línguas românicas reforçou depois este [β] na consoante fricativa labiodental sonora [v], como o francês, o italiano ou romeno. Mas noutras línguas, especialmente ao norte da península ibérica, partes do occitano no sul da França, e na Sardenha, o som [β] não foi alterado para [v] e sofreu uma fortição em [b] como inicial, resultando em uma confusão total entre os dois antigos fonemas latinos: nas línguas em causa, [b] e [β] são dois alofones de um mesmo fonema, cuja distribuição é inteiramente determinada pela posição: [β] aparece entre vogais, [b] inicial e depois de uma consoante nasal (ou seja [m] ou [n]) e, portanto, não existe mais nestas línguas distinção fonética básica de B e V na ortografia.
Para alguns linguistas, o fenômeno pode ter sido favorecido pela influência de línguas pré-romanas. Outros estudos consideram que esta é apenas uma evolução estrutural do sistema fonológico da linguagem em questão, baseando-se no facto do betacismo românico se encontrar noutras regiões, como a Sardenha (p.exp. Latim lingua> Sardo Limba, Latim vita> Sardo Bida).

## Origem do betacismo nos dialetos portugueses
Hoje pensa-se que a ausência de [v] labiodental em grande parte da península ibérica surgiu a partir do norte, da Galécia desde a Idade Média, sob a influência de um substrato de linguagem mais antigo - ao que pode acrescentar-se o facto de que, na sua origem, nem o latim nem as línguas paleo-ibéricas conheciam o actual som [v]. No latim clássico "via" pronunciava-se /ˈwia/. Note-se que em basco, bem como na língua ibera (língua morta falada no leste da península Ibérica antes da romanização), não se encontram os sons [v] e [w] antes de vogais, mas sim o [b]. Também o mirandês, língua  de raiz asturo-leonesa tradicional do norte de Portugal, não utiliza o 'v' na sua grafia: em mirandês escreve-se bida (vida), balor (valor). 
A partir do século I o latim vulgar transformou o /w/ em /β/ (que se manteve no espanhol), mais tarde evoluindo para /v/ (no português). Exemplos antigos de betacismo incluem a grafia de Nabia/Navia, deusa dos rios e da água da mitologia galaica e lusitana. O rio Navia, na Galiza, o rio Neiva, perto de Braga (antiga capital da Galécia) e o rio Nabão que passa por Tomar, no centro de Portugal, comprovado pelas inscrições epigráficas em língua céltica da Fonte do Ídolo em Braga e latina de Marecos (Penafiel). 
A antiguidade do betacismo nos dialetos da língua portuguesa do norte é testemunhada e defendida desde o século XVI pelos gramáticos João de Barros ("Não somente o que achamos per escripturas antigas, mas muitos que se usão em Antre Douro e Minho, conservador da semente Portugueza: Os Quaes alguns idoutos despresão por não saberem a raiz d'onde nascem". ) e Duarte Nunes de Leão (1530-1608), que na Orthogaphia da Lingoa Portuguesa afirma "...pronunciação de ão que succede em lugar da antiga terminação dos Portugueses de om... a qual ainda agora guardarão alguns homens de Antre Douro e Minho, e os galegos que dizem, fizerom, amarom, capitom, cidadom, taballiom, appellaçom";  "... o que muito se vê [a mudança do V e B] nos Gallegos, e em alguns Portugueses d'Antre Douro e Minho, que, por vós e vosso, dizem bós e bosso, e que por vida dizem bida.» e Manuel de Faria e Sousa

## Betacismo no Brasil
Ocorre geralmente no nordeste brasileiro ou no centro-oeste do país, geralmente falado em povoados, vilas e municípios longe dos centros comerciais e da capital. Palavras como vassoura, bravo, covarde, assovio e varrer, são faladas geralmente como bassoura, brabo, cobarde, assobio e barrer, mesmo que na escrita o v ainda esteja sendo utilizado.

## Exemplos de betacismo em inscrições antigas
O betacismo no latim e, em seguida, no românico é um fenómeno antigo encontrado no inscrições em latim. Pode, assim, ser rastreado até ao início do século I. As inscrições encontradas na península ibérica fornecem um grande número de exemplos de palavras escritas com um B, onde a ortografia normalmente exigiria um V, aqui estão alguns exemplos do Corpus Inscriptionum Latinarum, seguida pela forma latina clássica e uma tradução:
- OMS BIXIT em vez de vixit ("que viveu")
- GRAVITATIS BENI BOLENTIAE em vez de bene volentiae ("o prestígio de benevolência")
- ROMULO BETERANO em vez de veterano  ("para o veterano Romulus")
- SINE BILE em vez de vile ("sem defeito")
- SECUNDUM BOCIS em vez de vocis ("de acordo com suas palavras")
- SUPRA DICTUM DIEM BEL, em vez de vel ("no referido dia, ou ...")
- PRO SALUT EORU BOTU POSUIT em vez de votu ("fez um voto à sua saúde")
- DISCESIT BICTORIA em vez de victoria ("foi uma vitória")
- PLUS MINUS BIGINTI em vez de viginti ("mais ou menos vinte")